# Ponte Vedra Beach Championships
Ponte Vedra Beach Championships – kobiecy turniej tenisowy kategorii WTA International Series zaliczany do cyklu WTA Tour. Rozgrywany na kortach ziemnych w Ponte Beach w latach 1980–2010.
Historia nazwy turnieju:
| Rok       | Nazwa                       |
| --------- | --------------------------- |
| 1980–1983 | Murjani WTA Championships   |
| 1984      | Lipton WTA Championships    |
| 1985–1986 | Sunkist WTA Championships   |
| 1987–2008 | Bausch & Lomb Championships |
| 2009–2010 | MPS Group Championships     |

## Mecze finałowe

### gra pojedyncza
| Rok  | Zwyciężczyni            | Finalistka              | Wynik            |
| 2010 | Caroline Wozniacki      | Wolha Hawarcowa         | 6:2, 7:5         |
| 2009 | Caroline Wozniacki      | Aleksandra Wozniak      | 6:1, 6:2         |
| 2008 | Marija Szarapowa        | Dominika Cibulková      | 7:6(7), 6:3      |
| 2007 | Tatiana Golovin         | Nadieżda Pietrowa       | 6:2, 6:1         |
| 2006 | Nadieżda Pietrowa       | Francesca Schiavone     | 6:4, 6:4         |
| 2005 | Lindsay Davenport       | Silvia Farina Elia      | 7:5, 7:5         |
| 2004 | Lindsay Davenport       | Amélie Mauresmo         | 6:4, 6:4         |
| 2003 | Jelena Diemientjewa     | Lindsay Davenport       | 4:6, 7:5, 6:3    |
| 2002 | Venus Williams          | Justine Henin           | 2:6, 7:5, 7:6(5) |
| 2001 | Amélie Mauresmo         | Amanda Coetzer          | 6:4, 7:5         |
| 2000 | Monica Seles            | Conchita Martínez       | 6:3, 6:2         |
| 1999 | Monica Seles            | Ruxandra Dragomir       | 6:2, 6:3         |
| 1998 | Mary Pierce             | Conchita Martínez       | 6:7(8), 6:0, 6:2 |
| 1997 | Lindsay Davenport       | Mary Pierce             | 6:2, 6:3         |
| 1996 | Irina Spîrlea           | Mary Pierce             | 6:7(7), 6:4, 6:3 |
| 1995 | Conchita Martínez       | Gabriela Sabatini       | 6:1, 6:4         |
| 1994 | Arantxa Sánchez Vicario | Gabriela Sabatini       | 6:1, 6:4         |
| 1993 | Arantxa Sánchez Vicario | Gabriela Sabatini       | 6:2, 5:7, 6:2    |
| 1992 | Gabriela Sabatini       | Steffi Graf             | 6:2, 1:6, 6:3    |
| 1991 | Gabriela Sabatini       | Steffi Graf             | 7:5, 7:6(3)      |
| 1990 | Steffi Graf             | Arantxa Sánchez Vicario | 6:1, 6:0         |
| 1989 | Gabriela Sabatini       | Steffi Graf             | 3:6, 6:3, 7:5    |
| 1988 | Martina Navrátilová     | Gabriela Sabatini       | 6:0, 6:2         |
| 1987 | Steffi Graf             | Hana Mandlíková         | 6:3, 6:4         |
| 1986 | Steffi Graf             | Claudia Kohde-Kilsch    | 6:4, 5:7, 6:7(3) |
| 1985 | Zina Garrison           | Chris Evert             | 6:4, 6:3         |
| 1984 | Martina Navrátilová     | Chris Evert             | 6:2, 6:0         |
| 1983 | Chris Evert             | Carling Bassett-Seguso  | 6:3, 2:6, 7:5    |
| 1982 | Chris Evert             | Andrea Jaeger           | 6:3, 6:1         |
| 1981 | Chris Evert             | Martina Navrátilová     | 6:0, 6:0         |
| 1980 | Martina Navrátilová     | Hana Mandlíková         | 5:7, 6:3, 6:2    |

### gra podwójna
| Rok  | Zwyciężczynie                              | Finalistki                                     | Wynik               |
| 2010 | Bethanie Mattek-Sands Yan Zi               | Chuang Chia-jung Peng Shuai                    | 4:6, 6:4, 10–8      |
| 2009 | Chuang Chia-jung Sania Mirza               | Květa Peschke Lisa Raymond                     | 6:3, 4:6, 10–7      |
| 2008 | Bethanie Mattek Vladimíra Uhlířová         | Wiktoryja Azaranka Jelena Wiesnina             | 6:3, 6:1            |
| 2007 | Mara Santangelo Katarina Srebotnik         | Anabel Medina Garrigues Virginia Ruano Pascual | 6:3, 7:6(4)         |
| 2006 | Shinobu Asagoe Katarina Srebotnik          | Liezel Huber Sania Mirza                       | 6:2, 6:4            |
| 2005 | Bryanne Stewart Samantha Stosur            | Květa Peschke Patty Schnyder                   | 6:4, 6:2            |
| 2004 | Nadieżda Pietrowa Meghann Shaughnessy      | Myriam Casanova Alicia Molik                   | 3:6, 6:2, 7:5       |
| 2003 | Lindsay Davenport Lisa Raymond             | Virginia Ruano Pascual Paola Suárez            | 7:5, 6:2            |
| 2002 | Daniela Hantuchová Arantxa Sánchez Vicario | María Emilia Salerni Åsa Svensson              | 6:4, 6:2            |
| 2001 | Conchita Martínez Patricia Tarabini        | Martina Navrátilová Arantxa Sánchez Vicario    | 6:4, 6:2            |
| 1999 | Conchita Martínez Patricia Tarabini        | Lisa Raymond Rennae Stubbs                     | 7:5, 0:6, 6:4       |
| 1998 | Sandra Cacic Mary Pierce                   | Patty Schnyder Barbara Schett                  | 7:6(5), 4:6, 7:6(5) |
| 1997 | Lindsay Davenport Jana Novotná             | Nicole Arendt Manon Bollegraf                  | 6:3, 6:0            |
| 1996 | Chanda Rubin Arantxa Sánchez Vicario       | Meredith McGrath Łarysa Neiland                | 6:1, 6:1            |
| 1995 | Amanda Coetzer Inés Gorrochategui          | Nicole Arendt Manon Bollegraf                  | 6:2, 3:6, 6:2       |
| 1994 | Łarysa Neiland Arantxa Sánchez Vicario     | Amanda Coetzer Inés Gorrochategui              | 6:2, 6:7(6), 6:4    |
| 1993 | Manuela Maleewa Leila Meschi               | Amanda Coetzer Inés Gorrochategui              | 3:6, 6:3, 6:4       |
| 1992 | Arantxa Sánchez Vicario Natalla Zwierawa   | Zina Garrison Jana Novotná                     | 6:1, 6:0            |
| 1991 | Arantxa Sánchez Vicario Helena Suková      | Mercedes Paz Natalla Zwierawa                  | 4:6, 6:2, 6:2       |
| 1990 | Mercedes Paz Arantxa Sánchez Vicario       | Regina Kordová Andrea Temesvári                | 7:6(5), 6:4         |
| 1989 | Łarysa Neiland Natalla Zwierawa            | Martina Navrátilová Pam Shriver                | 7:6(4), 2:6, 6:1    |
| 1988 | Zina Garrison Eva Pfaff                    | Katrina Adams Penny Barg                       | 4:6, 6:2, 7:6(5)    |
| 1987 | Steffi Graf Gabriela Sabatini              | Hana Mandlíková Wendy Turnbull                 | 3:6, 6:3, 7:5       |
| 1986 | Claudia Kohde-Kilsch Helena Suková         | Gabriela Sabatini Catherine Tanvier            | 6:2, 5:7, 7:6(7)    |
| 1985 | Rosalyn Fairbank Hana Mandlíková           | Carling Bassett Chris Evert                    | 6:1, 2:6, 6:2       |
| 1984 | Kathy Jordan Anne Smith                    | Anne Hobbs Mima Jaušovec                       | 6:4, 4:6, 6:4       |
| 1983 | Candy Reynolds Rosalyn Fairbank            | Virginia Ruzici Hana Mandlíková                | 6:4, 6:2            |
| 1982 | Leslie Allen Mima Jaušovec                 | Barbara Potter Sharon Walsh                    | 6:1, 7:5            |
| 1981 | Kathy Jordan Anne Smith                    | Joanne Russell-Longdon Pam Shriver             | 6:3, 5:7, 7:6       |
| 1980 | Rosie Casals Ilana Kloss                   | Kathy Jordan Pam Shriver                       | 7:6, 7:6            |